# Stefan Ogrodnik
Stefan Ogrodnik (ur. 22 listopada 1926 w Domaszowicach, zm. 20 września 2001) – polski ekonomista, doktor habilitowany nauk ekonomicznych, wykładowca UMCS.

## Życiorys
Ukończył szkołę podstawową, gimnazjum i liceum w Kielcach. Po skończeniu liceum podjął pracę jako nauczyciel kontraktowy w szkolnictwie podstawowym. W latach 1951–1953 uczył w szkole podstawowej, jednocześnie uzupełniając kwalifikacje w Liceum Pedagogicznym w Lublinie. W liceum tym uzyskał drugą maturę z przedmiotów pedagogicznych. W 1965 ukończył studia (kierunek ogólnoekonomiczny) na Wydziale Produkcji i Obrotu Towarowego Wyższej Szkoły Ekonomicznej w Krakowie. Stopień doktora nauk ekonomicznych uzyskał w 1972 na Wydziale Ekonomicznym UMCS za pracę pt: "Pieniężne przychody, wydatki i zadłużenia indywidualnych gospodarstw chłopskich w woj. lubelskim w latach 1958–1968". Stopień doktora habilitowanego nauk ekonomicznych uzyskał w 1981 na Wydziale Ekonomiki Produkcji Akademii Ekonomicznej w Krakowie za pracę pt. "Obciążenia finansowe gospodarstw chłopskich w Polsce – na tle ewolucji polityki ekonomicznej w rolnictwie (lata 1956–1975)".
Przez 13 lat pracował w rolniczej spółdzielni handlowej w Wojewódzkim Związku Gminnych Spółdzielni w Lublinie. Od 1965 pracował na Wydziale Ekonomicznym UMCS, w Katedrze Ekonomiki Rolnictwa i Polityki Rolnej, w latach 1965–1972 jako asystent, 1972–1982 – adiunkt, 1982–1991 – docent, i od 1991 profesor nadzwyczajny UMCS. W latach 1992–1996 był kierownikiem Zakładu Ekonomiki i Organizacji Gospodarstw Rolnych, a w latach 1984–1987 prodziekanem Wydziału Ekonomicznego. Był wiceprezesem Rady Zakładowej Związku Nauczycielstwa Polskiego przy UMCS. W 1997 przeszedł na emeryturę. Był też zatrudniony w Instytucie Zarządzania na Wydziale Ekonomii i Zarządzania w Akademii Polonijnej w Częstochowie.  
Ukończył eksternistyczne studia teologiczne na KUL uzyskując tytuł magistra. Wraz z żoną Elżbietą należał do pierwszego kręgu Domowego Kościoła w Polsce, powstałego w Lublinie w 1974. Po roku przynależności oboje zostali wybrani na animatorów kręgu, a następnie zostali parą diecezjalną i parą filialną. Prowadzili dziesiątki rekolekcji oazowych, śródrocznych i wakacyjnych na terenie całej Polski. W 1978 zostali kandydatami, a następnie członkami Krucjaty Wyzwolenia Człowieka. W 2001 włączyli się do stowarzyszenia „Diakonia Ruchu Światło-Życie” jako jedni z pierwszych członków.  

## Nagrody i odznaczenia
- Krzyż Kawalerski Orderu Odrodzenia Polski
- Srebrny Krzyż Zasługi
- Złota Odznaka ZNP
- Odznaka „Zasłużony Działacz Ruchu Spółdzielczego”
- Medal „Nauka w służbie ludu”
- Indywidualna Nagroda III stopnia Ministerstwa Nauki, Szkolnictwa Wyższego i Techniki